# Vokseværk
 Ikke at forveksle med filmen Vokseværk.
Vokseværk er den almindelige betegnelse for tilbagevendende smertesymptomer, der er relativt almindelige hos børn i alderen 3 til 12 år. Smerterne opstår normalt om natten og påvirker læg- eller lårmusklerne på begge ben. Smerten stopper ofte af sig selv om morgenen.
Vokseværk er en af de mest almindelige årsager til tilbagevendende smerter hos børn. Selvom disse smerter altid stopper, når barnet er helt færdig med at vokse, har det sandsynligvis intet med vækst at gøre.
Vokseværk påvirker normalt begge ben, især lægmusklen i underbenet eller musklerne foran på lårene. Mindre almindeligt er armene påvirket. Vokseværk mærkes oftest i begge sider. Smerterne mærkes typisk i musklerne snarere end i leddene. Mængden af smerte varierer fra mild til meget alvorlig.
Smerterne kan begynde om aftenen eller om natten. Fordi smerterne normalt opstår, mens barnet sover, vækker de ofte barnet om natten. Smerterne varer ofte i 30 minutter til to timer, og er ofte, men ikke altid, væk om morgenen. Typisk kommer smerterne en eller to gange om ugen, men det kan være hyppigere eller sjældnere.
Smerterne kommer ikke på samme sted som en skade, herunder overbelastningsskader som skinnebensbetændelse, og barnet halter ikke under gang.

## Årsager
Årsagerne til vokseværk er ukendte. De er ikke forbundet med vækstspurt, og nogle forfattere foreslår alternative udtryk, som giver en mere præcis beskrivelse, såsom tilbagevendende lemmesmerter i barndommen, pludselige natlige smerter eller godartede, pludselige natlige lemmesmerter, som opstår uden påviselig grund i barndommen.
Teorier om årsagssammenhæng omfatter:
- dårlig kropsholdning eller andre mekaniske eller anatomiske defekter, såsom ledhypermobilitet;[2][3]
- forstyrrelser i venefunktionen,[3]
- lavere smertetærskel eller et smerteforstærkningssyndrom[2]
- træthed,[3] måske især blandt børn med svagere knogler end gennemsnittet, som har overanstrengt sig;[2] og
- psykologiske faktorer, såsom stress i familien.[2][3]

Nogle forældre er i stand til at forbinde smerteepisoder med fysisk træning eller humørsvingninger hos barnet.

## Diagnose
Denne diagnose stilles normalt ved at tage hensyn til oplysningerne fra barnet og familiemedlemmer og ved at lave en fysisk undersøgelse for at sikre, at barnet ellers ser ud til at være sundt. Når barnet har de typiske symptomer og ser ud til at være sundt, så er laboratorieundersøgelser for at udelukke andre diagnoser ikke berettiget.
Når et barn har vokseværk er der ingen objektive kliniske tegn på betændelse, såsom hævede led. Børn med vokseværk har ikke tegn på systemiske sygdomme (såsom feber eller hududslæt ), unormale smertefornemmelser, ømme pletter eller ledlidelser. Børn har ikke vokseværk, hvis smerten forværres over tid, varer ved i dagtimerne, kun involverer det ene ben eller er lokaliseret i et led. Det bør udelukkes, hvis barnet halter, mister evnen til at gå eller har fysiske tegn, der tyder på andre medicinske tilstande.
Rastløse ben, der opstår i barndommen, bliver nogle gange fejldiagnosticeret som vokseværk. Andre mulige årsager til smerter i lemmerne omfatter skader, infektioner, godartede tumorer og problemer, der påvirker formen og funktionen af benene.

## Behandling
Forældre og børn kan berolige sig med, at smerterne er godartede, og går over af sig selv. Lokal massage, varme bade, varmeflasker eller varmepuder og smertestillende medicin som paracetamol kan bruges under smerteepisoder. Udstrækning to gange dagligt kan få bensmerterne til at forsvinde hurtigere, når de viser sig.

## Prognose
Vokseværk er ikke forbundet med andre alvorlige sygdomme og forsvinder normalt i den sene barndom. Almindeligvis bliver episoder med vokseværk mindre alvorlige og sjældnere over tid, og mange børn vokser fra dem efter et eller to år.
Hyppige episoder kan have en væsentlig effekt på barnets liv.

## Epidemiologi
Vokseværk påvirker sandsynligvis omkring 10 til 20 % af børnene, og hyppigheden kan være så høj som omkring 40 % blandt børn i alderen fire til seks år. Individer kan variere markant i, hvornår de oplever voksesmerter.

## Historie
Vokseværk blev første gang beskrevet som sådan i 1823 af en fransk læge, Marcel Duchamp, og årsagen blev tilskrevet vækstprocessen. Senere har man troet, at smerterne var forårsaget af et mildt tilfælde af gigtfeber.